# كامل العويني
كامل العويني مواليد 6 يوليو 1988، هو لاعب كرة يد تونسي يلعب كوسط مدافع. يلعب حاليا مع الترجي الرياضي التونسي. مثل منتخب تونس لكرة اليد. شارك في دورة الألعاب الأولمبية الصيفية سنة 2012.

## سجل المنافسة
شارك في البطولات التالية:
- بطولة العالم لكرة اليد للرجال 2015
- الألعاب الأولمبية الصيفية 2012

## روابط خارجية
- كامل العويني على موقع الاتحاد الأوروبي لكرة اليد (الإنجليزية)
- كامل العويني على موقع الاتحاد الفرنسي لكرة اليد (الفرنسية)
- كامل العويني على موقع أوليمبيديا (الإنجليزية)